# 沙塞 (萨尔特省)
沙塞（法語：Chassé，法語發音：[ʃase] ⓘ）是法国萨尔特省的一个旧市镇，属于马梅尔斯区。2015年，沙塞与邻近的5个市镇合并为新市镇佩尔塞涅新城。

## 地理
沙塞（48°27'N, 0°12'E）面积7 平方千米，位于法国卢瓦尔河地区大区萨尔特省，该省份为法国西北部内陆省份，北起顺时针与奥恩省、厄尔-卢瓦省、卢瓦-谢尔省、安德尔-卢瓦尔省、曼恩-卢瓦尔省和马耶讷省接壤，是法国大西部的入口，连接卢瓦尔河谷、布列塔尼和巴黎盆地。
与沙塞接壤的市镇（或旧市镇、城区）包括：欧特里沃、蒙蒂尼。

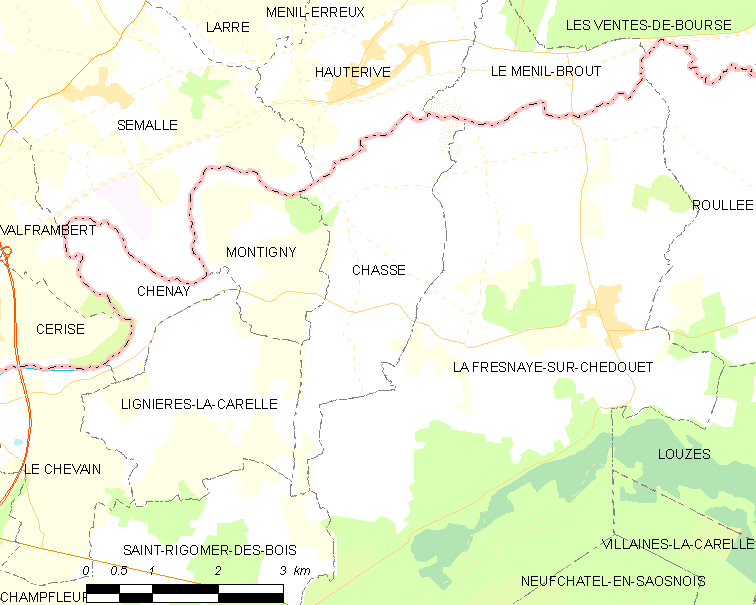
的OSM定位图

沙塞的时区为UTC+01:00、UTC+02:00（夏令时）。

## 行政
沙塞的邮政编码为72670，INSEE市镇编码为72069。

## 政治
沙塞所属的省级选区为马梅尔斯县。

## 人口

1962-2008年间人口变化图示

沙塞于2018年1月1日时的人口数量为176人。